# 中四路310号别墅

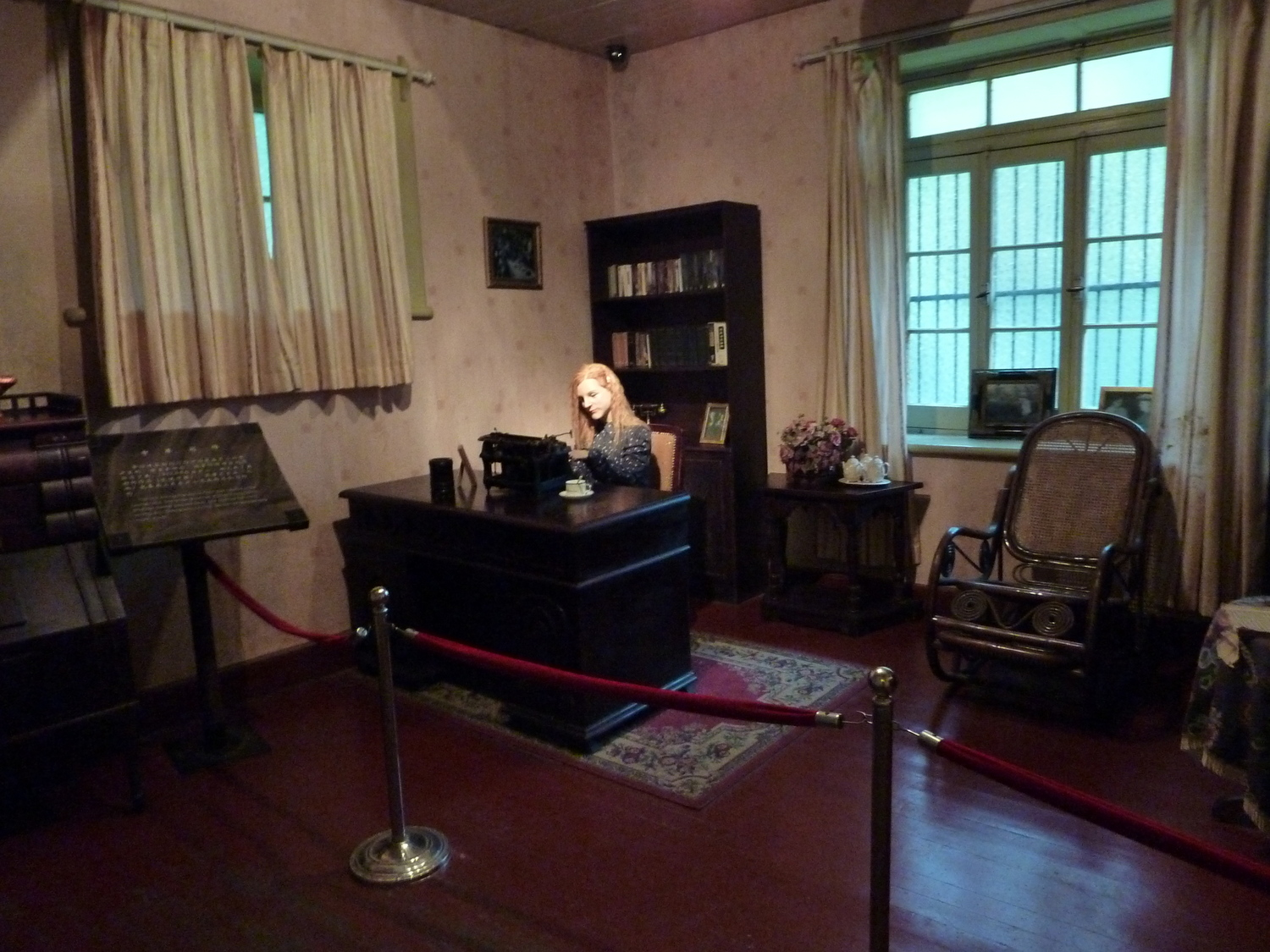
庐山赛珍珠别墅赛珍珠书房

中四路310号别墅位于中国江西省九江市庐山牯岭东谷中四路310号，是是美南长老会著名传教士赛兆祥和诺贝尔文学奖获得者赛珍珠父女的故居。

## 历史
1883年，赛兆祥受美南长老会（American Presbyterians (South) ，PS)的差遣，携新婚妻子卡罗琳从美国来华，1887年，他和林嘉善（Edgar Woods）经镇江北上抵达清江浦，开辟了美南长老会江北教区（North Kiangsu Mission），由于其传教的热忱，使美南长老会在整个江苏北部的城乡深深的扎根。但艰苦的条件使得他接连有三个孩子都夭折了，唯一长大的女儿赛珍珠出生在美国，4个月时就回到中国。后来，赛兆祥调往镇江，创办了男子学校（润州中学）。
1897年1月14日，赛兆祥为家人的健康考虑，在风景优美、气候宜人的江西庐山山顶的牯岭买下了86号A的土地，面积有1727平方米，那时牯岭刚刚开发，他建造了一个小型的石头避暑别墅，每年夏天，赛兆祥一家人都在山上度过。赛珍珠后来到美国求学，1914年又回到中国，先后在镇江的崇实女中和南京的金陵大学教书，1917年嫁给金陵大学的农业经济学美籍教师约翰·洛辛·布克，还跟他到安徽宿州推广农业技术。赛珍珠继续每年和家人上山避暑，在山上写作了许多重要作品，如《东风：西风》、《大地》，因此获得普利策小说奖和诺贝尔文学奖。1931年8月31日，赛兆祥在牯岭别墅去世，葬在山上。1934年，赛珍珠离开中国回到美国，1936年，赛珍珠将该别墅转售他人。
该别墅为平房，面积140平方米，坐东朝西，红色屋顶，带敞开式的外廊和传统式的老虎窗。
310赛珍珠故居已和281号李德立展览馆、282号传教士别墅、283号美国圣公会教堂、307号军官别墅等6幢老别墅，组合成“老别墅故事”开放。